# チアトゥラ
チアトゥラ（グルジア語: ჭიათურა、英: Chiatura）は、ジョージアのイメレティ州にある都市。人口は1989年でおよそ3万人、2014年でおよそ1万2803人。地名は「虫」という意味で、同国の著名な作家、アカキ・ツェレテリがその曲がりくねった街路から発想を得て命名した。クヴィリラ河岸の盆地に位置し、標高は150mほど。1879年からコーカサスにおけるマンガン採掘の中心地となっており、産出されたマンガンは鉄路でゼスタポニの鉄合金工場に運搬される。
ツェレテリ国立劇場、学校が10校、ジョージア技術大学の学部、10世紀から11世紀にかけ築かれたムグヴィメヴィ大聖堂などがある。26のロープウェイが市民の重要な足になっているほか、マンガン採掘用の50以上のロープウェイがある。
1877年に市街近くでマンガンの地下鉱山が開山したが、1990年代に国営鉱山企業のチアトゥラマンガヌミが破産を宣言し、2004年にロシアのエフラズホールディング社に1250万米ドルで売却された。
第一次世界大戦までは、チアトゥラは世界シェアの4、5割を産出する世界最大のマンガン採掘地であった。1879年以降は鉱山をオーバーハウゼンの「よい希望のロッジ」、「フリードリヒ・クルップAG」、ゲルゼンキルヒェン＝シャルケの「鉱山・精錬所組合」、ゲルゼンキルヒェンの「鉱山株式会社」、ハンブルクの「白人鉱山協会」などのドイツ資本が独占したため、産出されたマンガンはほとんどドイツで消費された。10月革命後もロシアとジョージアの重工業を支えたが、現在はほとんど枯渇している。
1924年8月28日から始まった八月蜂起では、ボリシェヴィキの支配に対してコーカサス南部の諸都市のなかで最後まで抵抗した。
1992年、チアトゥラの電気・ガス・水道は崩壊状態に陥った。うち電気は2004年に復旧したが、ガスと水道は依然として不通で、3日から5日ごとに30分間水が流れるぐらいしかない。そのため、飲料水は市内の噴水から汲み取ってくる必要がある。近代的な住宅、果ては高層ビルまでもが暖を薪ストーブでとっている。このような不便な生活により、人口は往時から半減した。

## 姉妹都市
- ケイラ（エストニア）
- スィグルダ（ラトビア）